# NGC 3024
NGC 3024 (również PGC 28324 lub UGC 5275) – galaktyka spiralna (Sc), znajdująca się w gwiazdozbiorze Lwa. Odkrył ją William Herschel 19 marca 1784 roku.